# اسپارکس (اکلاهما)
اسپارکس(به انگلیسی: Sparks) شهری در ایالت اکلاهما کشور ایالات متحده آمریکا است که جمعیت آن در سرشماری سال ۲۰۱۰ میلادی، ۱۶۹ نفر بوده است.